# ФК Рудар Какањ
Фудбалски клуб Рудар Какањ фудбалски клуб из Какња Босна и Херцеговина који игра у Првој лиги Федерације БиХ. Клуб је основан 6. јуна 1928. године, на иницијативу Стјепана Ковачевића и Антуна Потушека. 
Боја новооснованог клуба била је црвена.

## Историја
Прва одиграна утакмица била је са екипом Јадрана из Високог. Пошто је поглаварство височког среза одобрило правила новооснованог клуба Рудар је постао члан Југословенског фудбалског подсавеза у Сарајеву, односно Савеза у Загребу.
Оснивачи су били они чланови коју су уплаћивали прилоге од 100 динара, а добровољним чланом постајало је свако лице са прилогом од 500 динара. У то време чланови клуба су сами сносили трошкове путовања, куповали дресове и копачке, а гостујући играчи су редовно били смештени код домаћих фудбалера. Најбољу сарадњу Рудар је имао са сарајевским Хајдуком. После пријатељске утакмице 1929. године Хајдук је поклонио Рудару гарнитуру дресова, у којима су се какањски фудбалери први пута сликали.
Почетком рата услед ратних прилика и окупације Југославије престаје активно егзистирање ФК Рудар, али већ у априлу 1945. године група ветерана обнавља рад клуба. После Другог светског рата Рудар се такмичи у квалификацијама за улазак у републичку лигу у коју и улазе 1948. године. У републичкој лиги играли су све до сезоне 1954/55 када клуб испада у лигу Сарајевског подсавеза а затим и у Зеничку другу групу. У нижим ранговима такмичења Рудар је играо све до 1961. када након одличне сезоне као први из БиХ играју утакмицу доигравања са хрватским представником Боровом из Борова, за улазак у Другу савезну лигу. Рудар губи утакмицу са 8-0, а за главног кривца проглашен је тренер Ђорђе Детлингер из Београда којег клуб отпушта упркос једној од најбољих сезона у историји.
Следеће сезоне са новим тренером Мирославом Мехом Брозовићем, Рудар успева ући у Другу савезну лигу у којој је играо само једну сезону - 1962/63. Након што су се у сезони 1963/64. експресно вратили у Другу лигу Рудар успева очувати свој статус неколико сезона. Једна од главних карика је био и голман Фахрија Даутбеговић који је послије отишао у загребачки Динамо. У сезони 1970/71. Рудар против Бора игра квалификације за улазак у Прву савезну лигу, следеће сезоне након реорганизације такмичења Рудар испада у републичку лигу. У републичкој лиги су уз неколико добрих резултата таворили до још једне реорганизације такмичења, 1988/89. када су пребачени у Међурепубличку лигу југ, а затим неколико сезона после у Међурепубличку лигу запад.
Након прекида такмичења због ратних дејстава и организовања Ногометног савеза БиХ Рудар се такмичи у највишем рангу - Првој лиги. У сезони 1998/99. успевају се пласирати на треће место и тако осигурати пласман у доигравању који се ипак на крају није одиграо. Следеће сезоне је остварен исти успех пласманом на четврто место, али се не спева квалификовати. У маратонској, уједињеној, лиги од 22 клуба Рудар на крају осваја 18. место и испада у Другу лигу (данас Прва лига Федерације Босне и Херцеговине) у којој игра до данас.